# Contrarreloj (ciclismo)

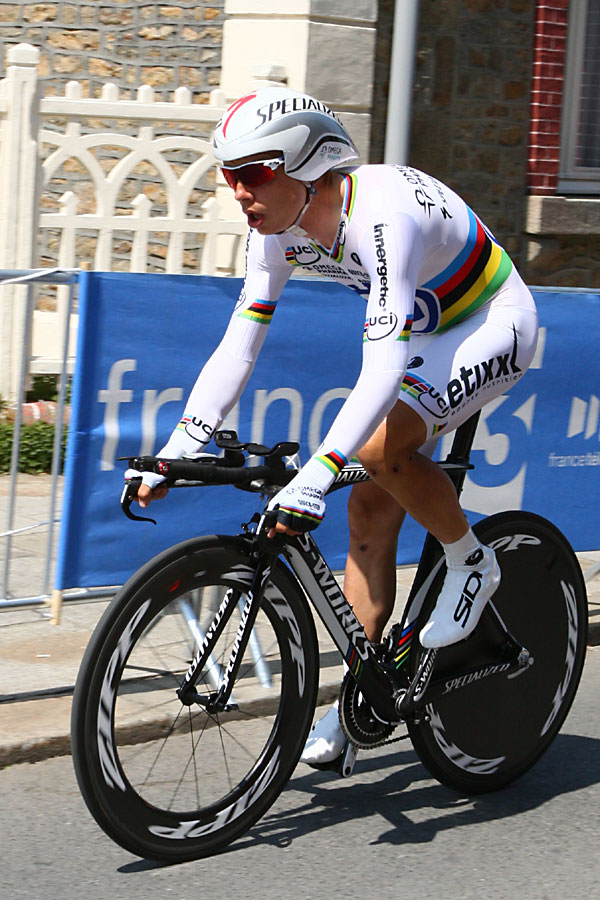
Tony Martin en la contrarreloj de la undécima etapa del Tour de Francia 2013.

La contrarreloj (habitualmente también llamadas crono) es una modalidad de ciclismo en carretera, donde ciclistas o equipos deben realizar un trayecto en forma separada de los otros participantes.
Constituyen la tercera gran familia de carreras (las otras son las clásicas y las carreras por etapas). Desde mediados de los años 1990, existe también un Campeonato del Mundo destinado a corredores en esta especialidad.
Suelen ser ganadas por un tipo de ciclista denominado rodador (también contrarrelojista o pasista), ya que físicamente son los más aptos para este tipo de prueba.
Se dividen en 2 categorías principales: contrarreloj individual (C.R.I) y contrarreloj por equipos (C.R.E). Tanto individuales o por equipos pueden ser en cualquier tipo de trazado. Las más habituales son las llanas (sin subidas de gran dificultad), aunque también hay cronoescaladas (subiendo a un puerto), de media montaña o en bajada (las menos habituales).
En las pruebas por etapas suele haber una o varias contrarreloj, cuyo número depende  de su duración. En vueltas cortas de una semana por lo general se disputa una contrarreloj, mientras que en las Grandes Vueltas en los últimos años ha variado entre 2 o 3 e incluso se llegaron a disputar 4 en la Vuelta a España 2004. Si se excluyen las Grandes Vueltas y el Campeonato del Mundo, la carrera contrarreloj más prestigiosa era el Gran Premio de las Naciones. Jacques Anquetil es el ciclista que más veces triunfó en esa prueba con 9, seguido de Bernard Hinault con 5.
Durante los años 1960 y 1970, existía una modalidad de contrarreloj en la cual se corría detrás de una motocicleta, la cual reducía considerablemente la resistencia del aire y hacía rodar a los ciclistas a mayores velocidades.
Los mejores rodadores abordan a veces el Récord de la hora, competición que se realiza en velódromo.
Durante los años 1990, las contrarreloj han sido las pruebas que más se han beneficiado de los avances tecnológicos, ya sea con la inserción de elementos especialmente diseñados, como manillares o ruedas, o en la modificación de las bicicletas, favoreciendo así posturas más aerodinámicas.

## Individual

### Contrarreloj individual

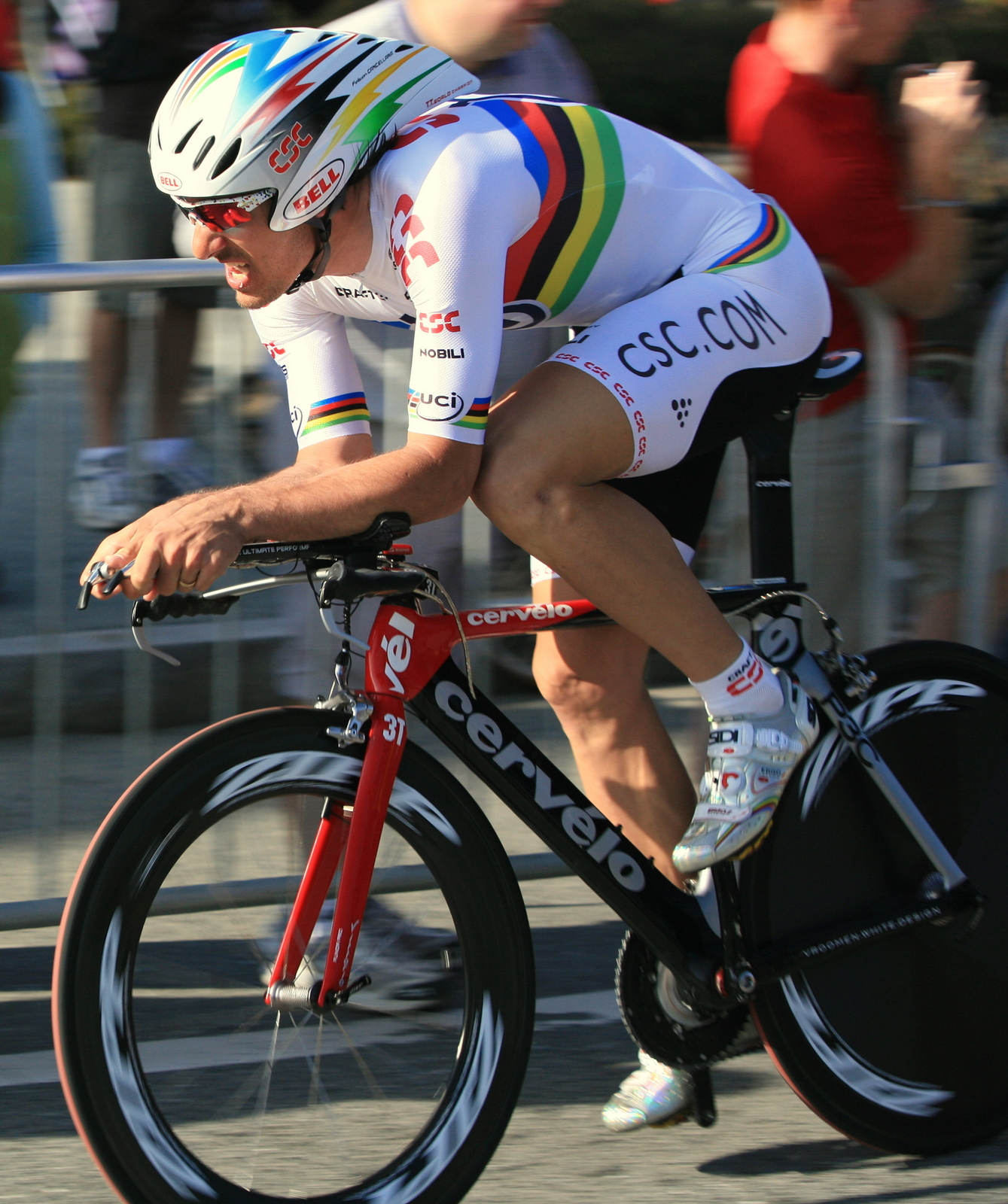
Fabian Cancellara en una bicicleta Cervélo, con rueda lenticular trasera y delantera de perfil alto.

A diferencia de lo que ocurre en las clásicas o en etapas de carreras en línea, las pruebas contrarreloj se disputan en solitario. Los corredores parten a realizar el recorrido separados de minuto en minuto en las distancias más cortas (menos de 40 km), o de dos en dos, e incluso de tres en tres minutos para distancias superiores en los últimos corredores en salir.
En las carreras por etapas, el orden de partida de la contrarreloj está determinado por la clasificación general del día anterior. La misma se realiza en forma inversa a esta clasificación, por lo cual el último de la general será el primero en partir y el líder de la carrera, será el último.
Si un ciclista alcanza a quien va adelante, está estrictamente prohibido que uno se coloque detrás del otro. De hacerlo, quién cometa la infracción es sancionado con una penalización de tiempo y en casos graves con la exclusión.
Además de que realizan el esfuerzo solitariamente, otra diferencia notoria con respecto a una etapa común es que utilizan una bicicleta diferente a la de ruta. Buscando disminuir la resistencia aerodinámica que ofrecen al aire, el ciclista y la bicicleta, estas son especialmente diseñadas con tubos del cuadro y sillín más planos y alargados. Se utiliza un manillar diferente llamado manillar de triatlón y la diferencia de altura entre este y el sillín es mayor, lo que permite al ciclista ir más tumbado sobre la bicicleta para favorecer la aerodinámica. También se utilizan ruedas lenticulares y de perfil alto sustituyendo a las convencionales.

### Cronoescalada

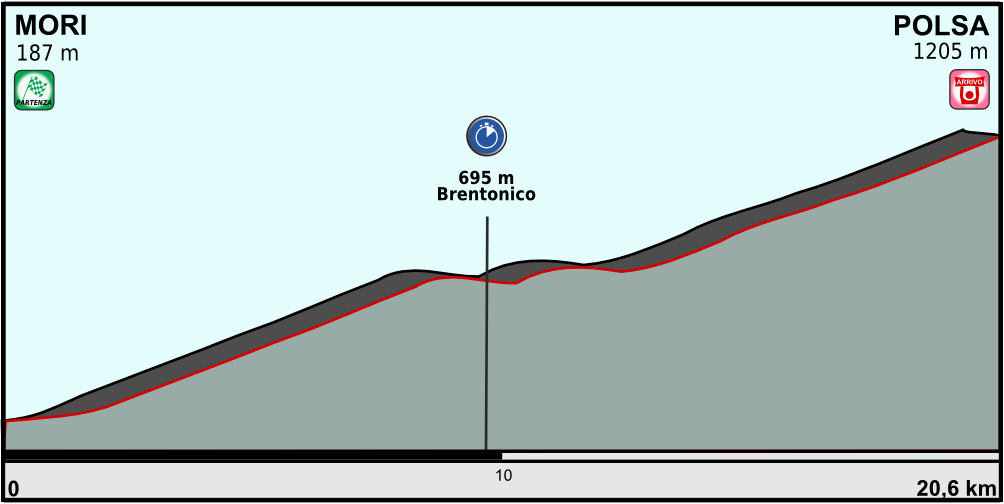
Perfil de la cronoescalada del Giro de Italia 2013.

La cronoescalada es otra versión de contrarreloj individual, donde toda la ruta o una parte significativa de ella es cuesta arriba o subiendo un puerto de montaña. La llegada por lo general se coloca al final de la subida, o en sus proximidades. Los corredores, como en todas las carreras contrarreloj, parten de a uno a la vez y se clasifican según el tiempo empleado por cada uno.
El recorrido es menor que una contrarreloj plana, pudiendo estar entre 10 y 20 km aproximadamente dependiendo del puerto. No se suelen realizar contrarrelojes de este tipo más largas debido a las grandes diferencias que se pueden obtener si el puerto es de mayor longitud, como fue el caso del Tour de Francia 2001 con la ascensión a Chamrousse de 32 km, en la Vuelta a España 2004 con la ascensión a Sierra Nevada por Monachil de 30 km o en el Giro de Italia 2014 con la ascensión a la Cima Grappa de 26,8 km. En ellas el último acabó con una diferencia de entre 16 y 22 minutos con respecto del ganador, cuando en una contrarreloj tradicional de esas distancias la diferencia es en torno a la mitad de ese tiempo perdido.
La elección de la bicicleta en este tipo de contrarreloj es más compleja, ya que dependiendo de si todo el recorrido es en subida o no y según el porcentaje de la misma, puede ser más conveniente utilizar la bicicleta de ruta con pequeñas modificaciones, como acoples en el manillar.
Así como las contrarreloj llanas suelen ser ganadas por los rodadores, las cronoescaladas son dominadas por escaladores.
En las Grandes Vueltas, el Giro de Italia ha realizado este tipo de contrarreloj habitualmente en los últimos años (2007, 2008, 2010, 2011, 2013, 2014, 2016, 2019 y 2023) mientras que la Vuelta a España no lo hace desde 2008 cuando se subió a Navacerrada y el Tour de Francia desde 2025 cuando se ascendió a Peyragudes.

### Prólogo
Estas contrarreloj son las más cortas y habitualmente urbanas (hasta un límite de 8 km) que dan inicio a algunas carreras. La principal diferencia radica en que no existe "fuera de control" pudiendo un corredor perder todo el tiempo que quiera, y que además en caso de caída se puede abandonar la etapa pudiendo correr al día siguiente; adjudicando a dicho corredor el tiempo del último clasificado en ella, además tampoco se tiene en cuenta para realizar la media de los kilómetros de la carrera. Estas contrarreloj oficialmente no tienen la denominación de etapa sino de prólogo aunque el tiempo sí se tiene en cuenta para las clasificaciones generales; incluso la UCI las puntúa como una etapa normal por lo que a la hora de la verdad tienen la misma importancia y consideración que cualquier otra etapa.

## Contrarreloj por equipos

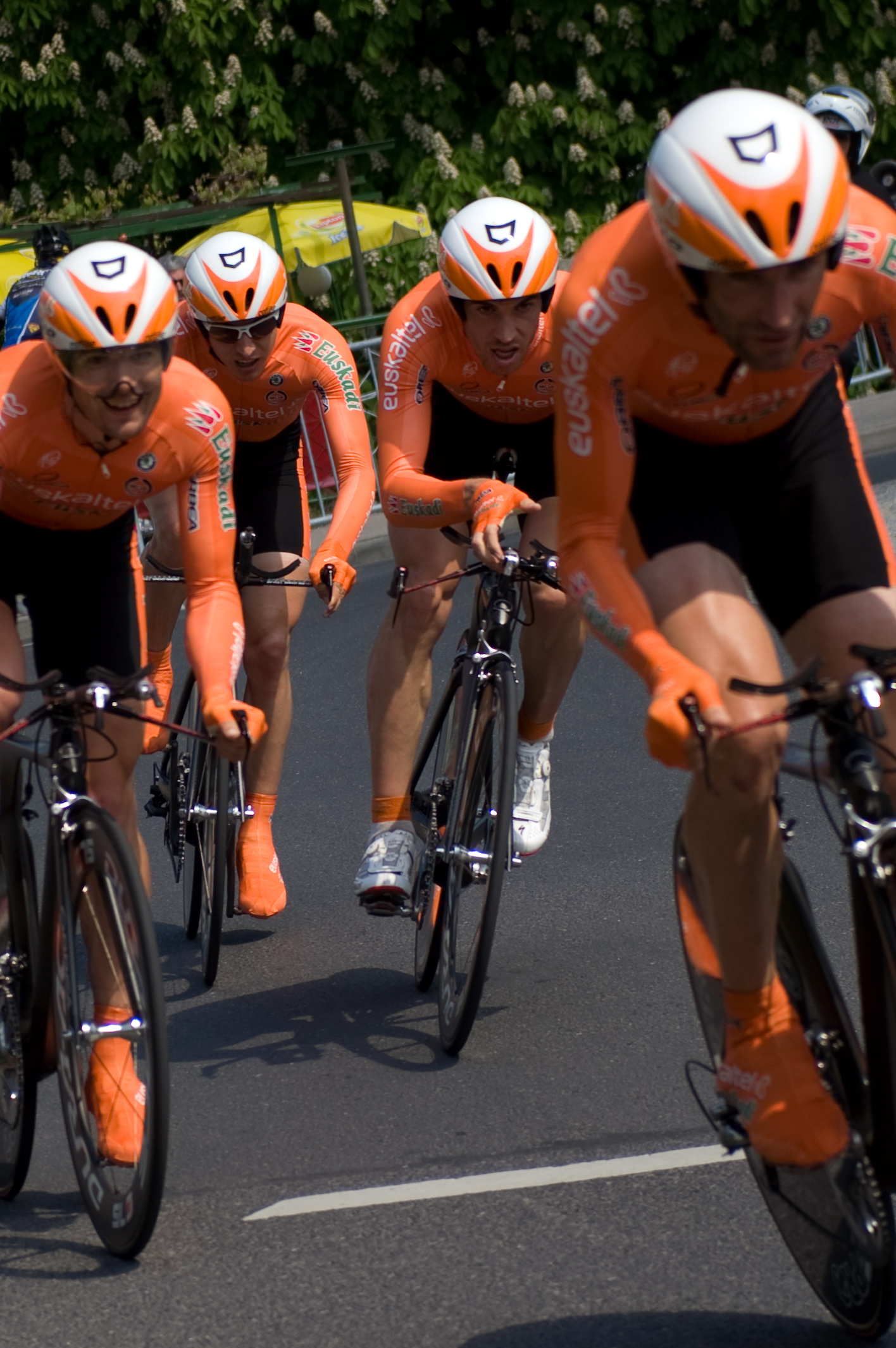
Contrarreloj por equipos.

Otra variante de las carreras contrarreloj es su modalidad por equipos. Cada equipo corre agrupado, con salidas separadas por un tiempo determinado de dos o tres minutos. Dependiendo del número de corredores (en las Grandes Vueltas son 9 corredores por equipo y en los campeonatos mundiales son 6); el tiempo del equipo lo marca el tercero, cuarto o quinto ciclista del equipo en cruzar la meta; con lo que resulta importante mantener un ritmo que pueda aguantar dicho corredor que marcará el tiempo.
También puede haber contrarreloj por equipos en formato prólogo pero son las menos comunes y aunque tengan menos de 8 km no suelen tener esa consideración.
Un contrarrelojista debe saber cuales son los accesorios que debe tener.
- Casco de contrarreloj
- Una bicicleta especial
- Su uniforme se recomienda que sea un enterizo para ser más aerodinámico
- Zapatillas de contrarreloj